# Martin Earley
Martin Earley, nacido el 15 de junio de 1962 es un ciclista irlandés que fue profesional de 1985 a 1996.

## Palmarés
1986
- 1 etapa del Giro de Italia
- 1 etapa de la Vuelta al País Vasco

1987
- 1 etapa de la Vuelta al País Vasco

1989
- 1 etapa del Tour de Francia[1]
- 2 etapas del Tour de Vaucluse

1991
- 1 etapa de la Vuelta a Galicia

1994
- Campeonato de Irlanda en Ruta

## Resultados en las grandes vueltas
| Carrera         | 1985 | 1986 | 1987 | 1988 | 1989 | 1990 | 1991 | 1992 | 1993 | 1994 | 1995 | 1996 |
| --------------- | ---- | ---- | ---- | ---- | ---- | ---- | ---- | ---- | ---- | ---- | ---- | ---- |
| Giro de Italia  | -    | 47.º | -    | -    | -    | -    | -    | -    | -    | -    | -    | -    |
| Tour de Francia | 60.º | 46.º | 65.º | Ab.  | 44.º | Ab.  | Ab.  | 80.º | -    | -    | -    | -    |
| Vuelta a España | -    | -    | 22º  | 19º  | -    | -    | -    | -    | Ab.  | -    | -    | -    |
| Mundial en Ruta | -    | -    | -    | -    | 7º   | -    | 28º  | -    | -    | -    | -    | -    |